# Coma héroïque dans un autre monde
Coma héroïque dans un autre monde (異世界おじさん, Isekai ojisan, litt. « L'oncle d'un autre monde ») est une série de manga écrite et illustrée par Hotondoshindeiru. Elle est initialement publiée en ligne dès le 29 juin 2018 sur le site ComicWalker de Kadokawa. Une adaptation en série animée, produite par Atelier Pontdarc (ja), est diffusée entre juillet 2022 et mars 2023.

## Synopsis
Lorsqu'il se réveille d'un long coma, après avoir été renversé par un camion au début des années 2000, l'oncle de Takafumi révèle à son neveu qu'il vient de passer les 17 dernières années dans un autre monde, Granbahamal, où il a acquis des pouvoirs magiques. Takafumi se retrouve obligé d'héberger cet oncle magique, otaku et fan inconditionnel de Sega, tout en lui faisant découvrir près de deux décennies d'histoire : les smartphones, l'internet haut débit, les réseaux sociaux et leurs haters, et ... l'issue « tragique » de la guerre des consoles. En contrepartie, l'Oncle partage avec lui le récit de ses aventures et de ses expériences, bien souvent désastreuses, à Granbahamal.

## Personnages

### Habitants du Japon
L'Oncle (おじさん, Ojisan) ou Tonton / Yousuke Shibazaki ou Yosuke Shibazaki (嶋㟢 陽介, Shibazaki Yōsuke)
Voix japonaise : Takehito Koyasu (anime, Chain Chronicle Part 4), Akira Ishida (Chain Chronicle 3), voix française : Cyrille Monge
Un homme de 34 qui se réveille d'un coma de 17 ans, pendant lequel il était en réalité transféré dans le monde fantastique de Granbahamal. Il en revient avec des pouvoirs magiques qu'il peut librement utiliser dans le monde réel. D'un physique assez repoussant par rapport à la norme de Granbahamal où tous les humains sont beaux, il était régulièrement pris pour un orque par les habitants de Granbahamal, ce qui lui a valu d'être constamment chassé et maltraité. Fan de Sega, il a utilisé les stratégies apprises dans les grands classiques des consoles Mega Drive et Saturn pour survivre dans l'autre monde. Ne faisant confiance à personne dans Granbahamal, il s'y présentait sous différents noms de personnages d'Alien Soldier (Wolf Gunblood, Kuroki Tenma). Il a également fini par développer un sort d'effacement de la mémoire pour oublier les humiliations insupportables qu'il subit. Lors de son retour dans son monde après sa longue absence, il a du mal à se familiariser avec la technologie et la culture modernes. Il s'occupe néanmoins, avec l'aide de Takafumi, d'une chaîne YouTube, dont les vidéos sponsorisées constituent son seul moyen de subsistance désormais. Avec l'aide de Takafumi, il découvre qu'il doit l'intégralité ses pouvoirs à une faculté, qu'ils surnomment Wild Talker, accordée par le dieu de Granbahamal lors de sa réincarnation, et lui permettant de se faire comprendre des esprits qui l'entourent.
Takafumi Takaoka (高丘 敬文, Takaoka Takafumi)
Voix japonaise : Jun Fukuyama, Yō Taichi (en) (enfant), voix française : Romain Altché
Le neveu, et désormais le seul parent de l'Oncle, après que le reste de la famille l'a abandonné pendant son coma. Il choisit de l'héberger dans son appartement lorsqu'il comprend que les pouvoirs magiques de son oncle peuvent lui permettre de gagner de l'argent grâce à des vidéos YouTube. Il est intéressé par les récits des aventures de son oncle dans l'autre monde, notamment ses rencontres avec l'elfe tsundere, Mabel et Alicia, et il ne comprend pas que son oncle soit aussi peu réceptif à leurs avances amoureuses. Ironiquement, Takafumi passe lui-même totalement à côté de l'intérêt que lui porte son amie d'enfance Sumika.
Sumika Fujimiya (藤宮 澄夏, Fujimiya Sumika)
Voix japonaise : Mikako Komatsu, voix française : Marie Nonnenmacher,
Une amie d'enfance de Takafumi, qu'il retrouve par hasard après plusieurs années. Elle découvre les pouvoirs de l'Oncle en rendant visite à Takafumi, et à partir de ce moment, elle revient régulièrement à son appartement pour écouter les récits des aventures de l'Oncle, et se rapprocher de Takafumi dont elle est amoureuse.
Sawae (沢江)
Voix japonaise : Hisako Kanemoto
Une amie de lycée et d'université de Sumika.
Chiaki Fujimiya (藤宮千秋, Fujimiya Chiaki)
Voix japonaise : Wataru Takagi, Haruka Shiraishi (enfant)
Le frère cadet de Sumika. Bien qu'encore à l'école primaire, il a dernièrement bien grandi et a l'apparence physique d'un adulte.

### Habitants de l'autre monde (Granbahamal)
L'Elfe (エルフ, Erufu) ou l'Elfe tsundere (ツンデレエルフ, Tsundere erufu)
Voix japonaise : Haruka Tomatsu (animé, Chain Chronicle Part 4), Ayane Sakura (Chain Chronicle 3), voix française : Charlotte Hervieux
Une elfe que l'Oncle sauve du Dragon venimeux peu de temps après son arrivée dans l'autre monde. Séduite par le geste de son sauveur, elle décide de le suivre, mais reste malgré tout froide et hautaine, le traitant de « Face d'orque ». À plusieurs reprises pourtant, elle prend la défense de l'Oncle lorsque des villageois l'insultent ou le maltraitent, et lui sauve même la vie. Mais l'Oncle prend son attitude pour du harcèlement et lui échappe constamment. Pour la remercier, il prend toutefois le temps de lui faire cadeau d'une bague de grande valeur, qu'il lui enfile au doigt — sans réaliser que cela symbolise une demande en mariage — avant de la lui retirer au village suivant pour la mettre au clou contre une bonne somme d'argent. Elle se révèle particulièrement jalouse lorsque d'autres filles (Mabel, Alicia, Sharion) semblent se rapprocher de l'Oncle. Lorsqu'elle apprend que Mabel a également reçu une bague de l'Oncle, elle va jusqu'à s'endetter sur sa propre vie pour racheter la sienne auprès du préteur sur gages. Il est dévoilé plus tard qu'elle est une princesse elfe, et que son véritable nom est Suzailgiererzegalnelvzegilreagranzelga Elgaou Szaylguilerzegarnelbzeguilreagranzelda Elga (スザイルギラーゼガルネルブゼギルレアグランゼルガ＝エルガ, Suzairugirāzegarunerubuzegirureaguranzeruga Eruga). Pour une raison inconnue, elle a quitté le royaume des elfes et parcourt depuis Granbahamal en tant qu'aventurière, à la recherche d'artefacts anciens qui lui permettent d'augmenter ses capacités de combat.
Mabel Rayveil ou Mabel Laybelle (メイベル＝レイベール, Meiberu Reiberu)
Voix japonaise : Aoi Yūki (animé, Chain Chronicle Part 4), Asami Imai (en) (Chain Chronicle 3), voix française : Valérie Bachère
Une jeune fille, dernière survivante du Clan de la glace. Elle et ceux de son clan sont les descendants d'un samouraï japonais, réincarné dans l'autre monde 400 ans auparavant. Elle est la gardienne de la légendaire Épée gelée divine, seule capable de tuer le Dragon des flammes. Néanmoins, lorsque l'Oncle parvient à vaincre le dragon uniquement en observant ses mouvements, à la manière d'un boss de jeu vidéo, Mabel devient une NEET et finit par être chassée par les villageois qui la considèrent désormais inutile. L'Oncle lui offre alors une bague de grande valeur pendant qu'elle dort, dans le but qu'elle la vende pour subsister, sans se rendre compte que ce geste est synonyme de mariage forcé. Elle s'avère être une bonne chanteuse, et l'Oncle lui apprend les chansons Dreams Dreams de Nights into Dreams et Star Light Zone de Sonic the Hedgehog comme étant des chants typiques du Japon.
Alicia Edelcia ou Alicia Iydelcia (アリシア＝イーデルシア, Arishia Īderushia)
Voix japonaise : Aki Toyosaki (animé, Chain Chronicle Part 4), Aya Uchida (en) (Chain Chronicle 3), voix française : Caroline Combes
Une apprentie prêtresse mage faisant équipe avec ses amis d'enfance, Edgar et Raiga. L'Oncle les croise à plusieurs reprises et les aide à accomplir des quêtes difficiles, notamment en arrêtant à lui seul une horde de gobelins qui attaquaient le village de Dold. Alicia reçoit les mérites de cet exploit et le titre d'Héroïne divine (« Shining Crusader ») à la place de l'Oncle, qui s'est enfui après lui avoir effacé partiellement la mémoire, ayant pris ses compliments pour une tentative de chantage. De la même manière, elle obtient plus tard une arme légendaire, le Bâton du Salut, grâce à l'assistance de l'Oncle qui lui efface à nouveau une partie de ses souvenirs. Lorsqu'elle réussit enfin à avouer son admiration à l'Oncle, elle lui fait promettre de ne plus altérer sa mémoire à l'avenir.
Edgar Crostolgar (エドガー＝クロストルガー, Edogā Kurosutorugā)
Voix japonaise : Kenichi Suzumura, voix française : Fabrice Trojani
Un apprenti épéiste faisant équipe avec Alicia et Raiga. Après les évènements de Dold, en tant que bras droit de l'Héroïne il reçoit le titre de Mountain Slayer (« Le tueur de montagne »), les autorités du royaumes lui attribuant cet exploit réalisé par l'Oncle pour arrêter les gobelins.
Raïga Straïga (ライガ＝ストライガ, Raiga Sutoraiga)
Voix japonaise : Nobuhiko Okamoto, voix française : Arthur Pestel
Un apprenti guerrier faisant équipe avec Alicia et Edgar. Lui aussi hérite involontairement des honneurs pour le sauvetage de Dold et du titre de Madness Berserker (« Le guerrier fou »), tandis que la population le surnomme « Le Hacheur ».
Otom (オートム, Ōtomu)
Un épéiste saint, utilisant des sorts de soins, coéquipier de Sharion.
Sharion (シャリオン)
La coéquipière d'Otom, capable de se métamorphoser partiellement en dragon pour combattre.

## Manga
Les premières images apparaissent sur le compte Twitter de l'auteur dès octobre 2017. Le manga est prépublié en ligne depuis le 29 juin 2018 sur la plateforme ComicWalker de Kadokawa. Le 23 février 2024, il atteint le chapitre no 57. Une édition tankōbon a commencé chez Kadokawa Shoten en novembre 2018. Fin mars 2025, elle compte treize volumes.
Une version française, traduite par Sophie Piauger, est cours de publication chez Soleil Manga depuis janvier 2021.

### Liste des tomes
| no | Japonais          | Japonais          | Français          | Français          |
| no | Date de sortie    | ISBN              | Date de sortie    | ISBN              |
| -- | ----------------- | ----------------- | ----------------- | ----------------- |
| 1  | 21 novembre 2018  | 978-4-04-065368-6 | 13 janvier 2021   | 978-2-30-209069-9 |
| 2  | 22 avril 2019     | 978-4-04-065707-3 | 28 avril 2021     | 978-2-30-209070-5 |
| 3  | 21 octobre 2019   | 978-4-04-064093-8 | 7 juillet 2021    | 978-2-30-209071-2 |
| 4  | 23 avril 2020     | 978-4-04-064575-9 | 13 octobre 2021   | 978-2-30-209473-4 |
| 5  | 23 octobre 2020   | 978-4-04-065952-7 | 9 février 2022    | 978-2-30-209497-0 |
| 6  | 23 juin 2021      | 978-4-04-680402-0 | 14 septembre 2022 | 978-2-30-209765-0 |
| 7  | 21 février 2022   | 978-4-04-681123-3 | 27 décembre 2023  | 978-2-30-209907-4 |
| 8  | 20 août 2022      | 978-4-04-681684-9 |                   |                   |
| 9  | 22 mars 2023      | 978-4-04-682358-8 |                   |                   |
| 10 | 22 septembre 2023 | 978-4-04-682881-1 |                   |                   |
| 11 | 23 mars 2024      | 978-4-04-683492-8 |                   |                   |
| 12 | 21 septembre 2024 | 978-4-04-683997-8 |                   |                   |
| 13 | 22 mars 2025      | 978-4-04-684695-2 |                   |                   |
| 14 | 22 septembre 2025 | 978-4-04-685214-4 |                   |                   |

## Anime

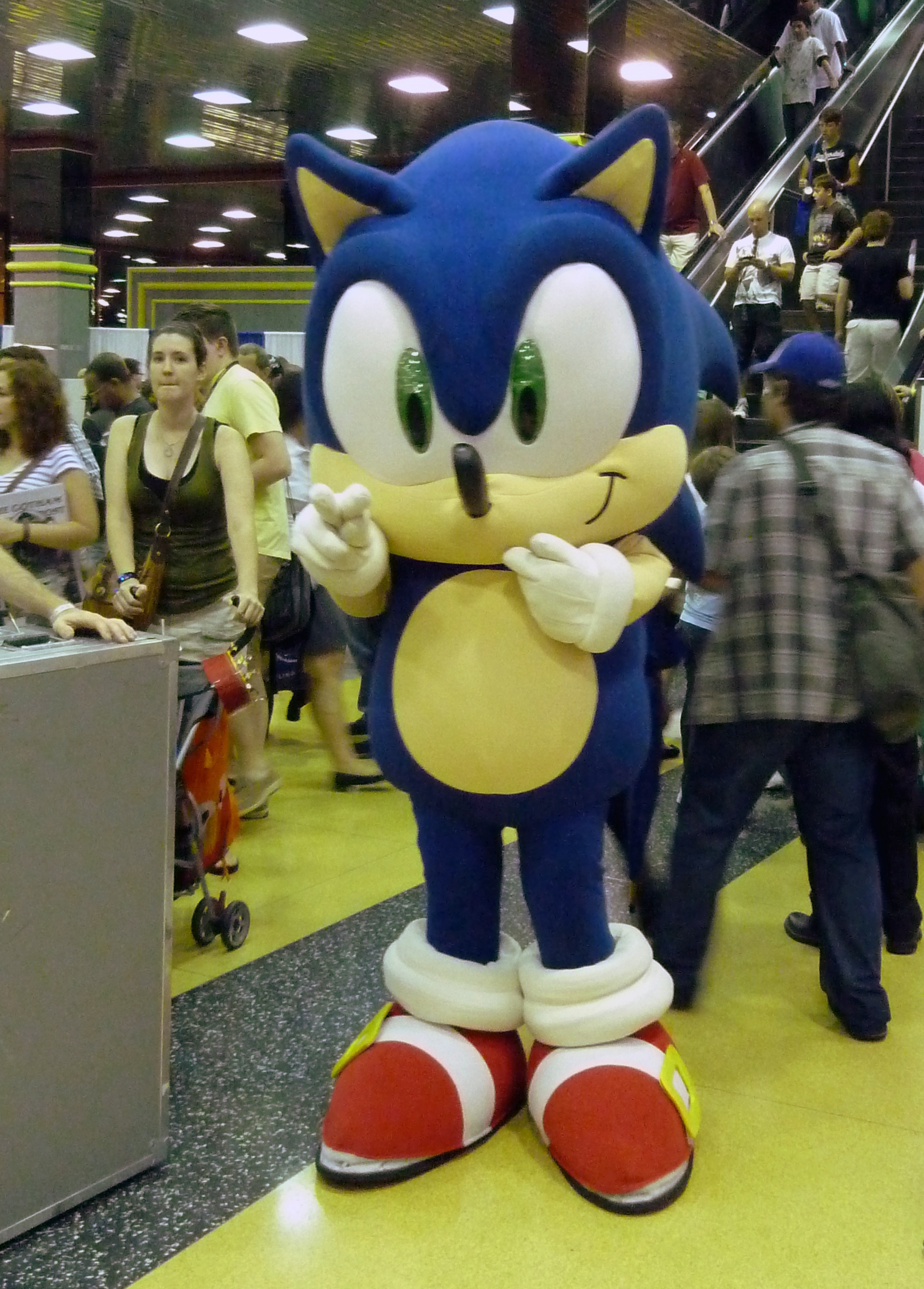
Cosplay de Sonic, « premier amour » de Yosuke à l'école primaire.

Une adaptation en série d'animation est annoncée le 18 juin 2021 dans une vidéo, publiée par Kadokawa, d'une fausse interview de rue. Le même genre de vidéo parodique, reprenant la forme de celle à l'origine du mème Jiko bōei Ojisan, avait déjà été utilisée pour l'annonce de la sortie du tome 3 du manga.
L'adaptation est produite par le studio Atelier Pontdarc. La diffusion commence le 6 juillet 2022 sur la chaîne de télévision japonaise AT-X. Elle est précédée, le 29 juin, par une émission spéciale d'environ une heure, présentée par les seiyū Takehito Koyasu et Jun Fukuyama, dans un décor reconstituant l'appartement de Takafumi et son oncle. À l'étranger, la diffusion est assurée par Netflix.
L'opening, intitulé story, est interprété par Mayu Maeshima (en), et l'ending, Ichibanboshi Sonority, par Yuka Iguchi. L'épisode no 12 utilise deux reprises de musiques de jeux vidéo, interprétées par Aoi Yūki (voix de Mabel) : Star Light Zone, composée à l'origine par Masato Nakamura pour Sonic the Hedgehog puis reprise dans certaines machines attrape-peluche de salles d'arcade, et DREAMS DREAMS: Mabel Ver, originellement le thème de fin de Nights into Dreams, de Tomoko Sasaki.
Le générique d'ouverture multiplie les références aux consoles et aux jeux emblématiques de Sega, imitant la cinématique d'introduction de Shinrei Jusatsushi Tarōmaru, l'attaque sautée de Golden Axe, l'écran de sélection des personnages de Street Fighter Alpha 3, l'écran titre de Sonic the Hedgehog, ou encore une séquence de danse de Digital Dance Mix Vol.1 Namie Amuro,,. L'eyecatch de milieu d'épisode est inspiré de l'écran titre de Panzer Dragoon II Zwei. 
La diffusion est fortement perturbée. Tout d'abord, le 27 juillet, il est annoncé que le 5e épisode, initialement prévu le 2 août, est reporté au 17 août 2022, en raison de la pandémie de Covid-19. Puis, le 2 septembre, juste après la sortie de l'épisode 7, la série est interrompue sine die pour la même raison. Dans un tweet, Ippei Icchi — directeur de l'animation sur l'épisode 5 et pressenti pour diriger l'épisode 10 — dénonce alors des problèmes d'organisation internes au studio. La semaine suivante, la diffusion de l'épisode 8 est annoncée, pour le 24 novembre après un redémarrage de la série à l'occasion de la période de diffusion automnale. Les sorties des coffrets Blu-ray et DVD 2 et 3 sont également repoussées. Le 26 décembre 2022, la diffusion du 13e et dernier épisode est reportée en raison de la flambée de la Covid-19 en Chine, où se trouve un studio sous-traitant. Le 14 février 2023, le site officiel annonce que le dernier épisode est terminé, mais que sa diffusion n'aura pas lieu avant le 8 mars en raison de la disponibilité des créneaux des différentes chaînes. Hors du Japon, la distribution séquentielle en version sous-titrée sur Netflix, qui se faisait à un rythme hebdomadaire, deux à trois semaines après la première diffusion japonaise, est interrompue après l'épisode 7 ; les cinq derniers épisodes sont distribués simultanément à la fin du mois de mars 2023 (le 30 mars pour la version française, doublée par Cinephase).

### Liste des épisodes
| No | Titre français                              | Titre japonais                                           | Titre japonais | Date de 1re diffusion |
| No | Titre français                              | Kanji                                                    | Rōmaji | Date de 1re diffusion |
| --- | ------------------------------------------- | -------------------------------------------------------- | --- | --------------------- |
| 1 | Heureux qui comme Ulysse...                 | 異世界グランバハマルに１７年いたがようやく帰ってきた、ぞ | Isekai Guranbahamaru ni 17-nen itaga yōyaku kaettekita, zo (Après 17 ans passés dans un autre monde, Granbahamal, je suis enfin de retour.)     | 6 juillet 2022        |
| [Chapitres 1, 2, 3, 4, 5] - Automne 2017. Renversé par un camion quand il avait 17 ans, l'oncle de Takafumi, qui était depuis dans le coma, se réveille. Voyant son oncle murmurer des mots incompréhensibles et dire qu'il est parti dans un autre monde, Takafumi pense qu'il est devenu fou. Mais l'Oncle utilise la magie devant lui pour lui montrer des preuves. Stupéfait, Takafumi change complètement d'attitude et propose à son oncle de venir vivre avec lui. |                                             |                                                          | |                       |
| 2 | C'est plus fort que toi                     | １位「ガーディアンヒーローズ」だろぉおおお！             | Ichii Gādian Hīrōzu Daro ~oooo! (Guardian Heroes aurait dû être numéro un !)                                                                    | 13 juillet 2022       |
| [Chapitres 4, 6, 7] - L'Oncle, pour qui le temps s'est arrêté en l'an 2000 et fan enthousiaste de Sega, obtient lors d'une vente aux enchères en ligne un numéro spécial d'un ancien magazine de jeux vidéo présentant le classement des meilleurs titres de la Sega Saturn. Il n'avait pas pu l'acheter avant son accident et l'espoir de découvrir un jour ce classement a été une force pour survivre dans l'autre monde. Mais le résultat tant attendu n'est pas celui qu'il espérait. Le cœur brisé, l'Oncle commence à parler de sa rencontre, digne d'un RPG, avec Mabel, la jeune fille gardienne de la légendaire Épée gelée divine.                                                                        |                                             |                                                          | |                       |
| 3 | Tonton, tata et cætera                      | 叔父がいるなら叔母もいるものです、わ                     | Oji ga irunara oba mo iru mono desu, wa (S'il y a un oncle, il peut aussi y avoir une tante.)                                                   | 20 juillet 2022       |
| Takafumi et son oncle travaillent en tant que YouTubers en publiant des vidéos de magie. Mais le nombre d'abonnés à leur chaîne est insuffisant et ils sont confrontés à une crise où leurs revenus publicitaires pourraient être coupés. L'Oncle raconte qu'il n'a jamais fait confiance aux elfes dans l'autre monde, mais qu'un jour il s'est pourtant battu aux côtés d'une elfe contre une horde de bêtes magiques. Prenant exemple sur cet évènement, l'Oncle décide de faire confiance aux internautes et de prendre certaines mesures. Malgré les inquiétudes de Takafumi, ses actions conduisent à une tournure inattendue des événements.                                                                  |                                             |                                                          | |                       |
| 4 | On a souvent besoin d'un plus petit que soi | つらい中お前がいて、支えてくれてよかった                 | Tsurai naka omae ga ite, sasaete kurete yokatta (Je suis content que tu sois là et que tu me soutiennes pendant ces moments difficiles.)        | 27 juillet 2022       |
| Sumika a du mal à faire en sorte que Takafumi remarque ses sentiments. Lorsqu'elle cherche à se réchauffer après que l'Oncle lui a jeté un sort de glace, Takafumi la surprend accidentellement sortant de la douche, alors qu'ils sont seuls tous les deux dans l'appartement. Takafumi déclare vouloir prendre ses responsabilités pour avoir vu son amie à moitié nue, ce qui fait battre le cœur de Sumika. Mais la façon de « prendre ses responsabilités » de Takafumi est loin des attentes de la jeune fille... |                                             |                                                          | |                       |
| 5 | C'est pas passé loin                        | そういや俺、「暗殺」されかけたことあるな                 | Sōiya ore, "ansatsu" sa re kaketa koto aru na (C'est vrai, j'ai failli être « assassiné ».)                                                     | 17 août 2022          |
| Lors d'une discussion sur le baseball, Sumika demande à l'Oncle pourquoi il n'utiliserait pas ses pouvoirs pour gagner facilement de l'argent en devenant joueur professionnel. L'Oncle explique que serait tricher par rapport aux efforts fournis par ces sportifs qui s'entraînent dur tous les jours, depuis plusieurs années, parfois sous un soleil brûlant. Alors que Sumika et Takafumi sont étonnés que l'Oncle ait des propos aussi sérieux, celui-ci explique qu'il a lui même travaillé dur sans relâchement sur le jeu Alien Soldier. Le vocabulaire « violent » du baseball rappelle à l'Oncle la fois où il a failli être « assassiné » dans l'autre monde.                                           |                                             |                                                          | |                       |
| 6 | Freak show                                  | こうして俺は見世物小屋の地下にぶち込まれたんだが…        | Kōshite ore wa misemonogoya no chika ni buchikoma retan da ga… (C'est ainsi que je me suis retrouvé dans le sous-sol d'un freak show...)        | 24 août 2022          |
| L'Oncle retrace les souvenirs de sa réincarnation dans l'autre monde. Il se rappelle avoir été capturé par des aventuriers et vendu comme un spécimen d'orque-savant à une foire aux monstres pour un prix moins cher qu'une brosse à récurer. Retenu affamé dans une cage au sous-sol pendant plusieurs jours, il éveille un pouvoir magique pour la première fois en parlant de Pulseman à un esprit pour garder sa santé mentale et réussit finalement à s'évader. À travers ces souvenirs, Takafumi et Sumika cherchent la raison pour laquelle l'Oncle a obtenu ce pouvoir exceptionnel. |                                             |                                                          | |                       |
| 7 | SEGA, c'est ça qui t'aidera                 | 見てのとおりＳＥＧＡのゲームは人生の役に立つんだ！       | Mite no tōri Sega no gēmu wa jinsei no yakunitatsunda! (Comme tu peux le constater, les jeux SEGA sont utiles dans la vie !)                    | 31 août 2022          |
| L'Oncle a acheté une Mega Drive avec ses revenus de YouTubeur. Tout en rejouant à Golden Axe, il explique triomphalement comment vaincre l'ennemi et comment l'expérience acquise grâce aux jeux SEGA lui a été utile dans l'autre monde. Il évoque la fois où il a coopéré avec un groupe de jeunes aventuriers, menés par Alicia, pour arrêter une horde de gobelins. Plus tard, Takafumi, qui sort rapporter son téléphone oublié à Sumika, surprend celle-ci en compagnie d'un homme. Il emprunte une partie des pouvoirs magiques de son oncle pour secourir la jeune fille. |                                             |                                                          | |                       |
| 8 | On a parfois besoin d'un plus fort que soi  | 俺の知る最強の生物に変身して切り抜けたんだ               | Ore no shiru saikyō no seibutsu ni henshin shite kirinuketanda (J'ai survécu en me transformant en la créature la plus forte que je connaisse.) | 24 novembre 2022,     |
| Alors que l'Oncle continue le récit de sa rencontre avec le groupe du « Héros », Takafumi et lui en viennent à évoquer les changements du système éducatif japonais au cours des deux dernières décennies. L'Oncle relate comment en apprenant que le titre de Héros a été décerné à des aventuriers sans expérience dont il a effacé la mémoire, il a décide de se rendre à la capitale pour dissiper ce malentendu qui les place dans une situation dangereuse... et comment, en y découvrant que ces nominations faisaient partie d'une machination, il a remis les conspirateurs dans le droit chemin grâce aux méthodes pédagogiques de son ancien professeur de collège, Monsieur Tabuchi.                     |                                             |                                                          | |                       |
| 9 | Le prix m'a refroidi                        | 氷の精霊がクーラー魔法の対価を要求してるんだよ           | Kōri no seirei ga kūrā mahō no taika o yōkyū shiterun da yo (L'Esprit de glace demande un paiement pour une magie plus froide.)                 | 1er décembre 2022     |
| [Chapitres 19, 20, 22 et omake, 23] - En plein mois d'août 2018, alors que des records de températures sont enregistrés dans diverses régions du Japon, Takafumi et son oncle ne peuvent pas se concentrer à cause de la chaleur. Sumika leur donne l'idée de refroidir la pièce avec de la magie de glace en guise de climatiseur. Mais de telles demandes aux Esprits requièrent une offrande en échange... et les deux compères ne sont peut-être pas complètement remis des effets secondaires de leur précédente transformation. Dans l'autre monde, l'Oncle avait déjà eu des ennuis après sa transformation en Dragon flamboyant, et il lui avait fallu l'aide de l'Elfe pour retrouver sa forme originale... |                                             |                                                          | |                       |
| 10 | Le respect se perd                          | 礼節は…人であると認められてからだ                        | Reisetsu wa… hitodearu to mitome rarete karada (Le respect c'est... quand on me reconnait en tant qu'être humain.)                              | 8 décembre 2022       |
| Inquiète pour son amie Sumika, Sawae rend une visite-surprise à Takafumi pour connaître ses arrière-pensées. Mais les discussions étranges de Takafumi, Chiaki et leur « tonton de l'Autre Monde » sont loin de la rassurer et elle croit sa camarade engagée dans une secte. La situation dégénère mais grâce à l'intervention de Sumika, Sawae et Chiaki échappent de peu à l'effacement de leur mémoire. Peu après, l'Oncle se rappelle qu'on lui avait déjà demandé de ne pas abuser de son sort d'effacement de mémoire : c'était lors son séjour avec l'Elfe dans un onsen de Granbahamal, vraisemblablement bâti par un précédent « transporté » Japonais...                                                  |                                             |                                                          | |                       |
| 11 | Oups                                        | ち、違うぞ、これはエッチなのを見たからじゃなく…          | Chi, chigau zo, koreha etchina no o mitakara janaku… (Non, ce n'est pas parce que j'ai vu quelque chose d'indécent...)                          | 15 décembre 2022      |
| Alors que l'Elfe est partie précipitamment, des monstres attaquent l'auberge des bains. Les pouvoirs de l'Oncle et d'Alicia sont scellés par des oiseaux anti-magie, tandis que leurs compagnons guerriers, Edgar et Raiga, sont sous l'emprise d'une bête hypnotique. Afin de sortir de cette situation désespérée, l'Oncle tente d'activer l'arme légendaire nouvellement acquise par Alicia, le Bâton du Salut. Après le combat, L'Oncle et Alicia se retrouvent en tête à tête dans les bains ; l'Héroïne se laisse aller à quelques confidences... |                                             |                                                          | |                       |
| 12 | L'importance des noms                       | 名前は大事だ、あいつもそう言っていた                     | Namae wa daijida, aitsu mo sō itte ita (Les noms sont importants, elle le disait toujours.)                                                     | 22 décembre 2022      |
| [Chapitre 29] L'Oncle se rappelle la fois où il a été chargé de chasser la Bête chantante. Arrivé sur place, il avait découvert que la « bête » n'était autre que Mabel qui avait choisi de vivre en ermite dans la forêt, érigeant d'effrayantes statues de glace pour éloigner les intrus. La félicitant pour sa jolie voix, l'Oncle lui apprenait alors sa chanson préférée. |                                             |                                                          | |                       |
| 13 | Tous ensemble                               | みんなのおかげだ、ありがとう                             | Minna no okageda, arigatō. (C'est grâce à vous, merci)                                                                                          | 8 mars 2023           |
| L'Oncle a libéré la flamme du Dragon flamboyant, la laissant fusionner avec le Pouvoir divin déchaîné. Le Dragon revient à la vie, surpuissant, et semble désormais immortel. L'Oncle magique, l'Elfe aux artéfacts anciens, la Gardienne de l'Épée gelée divine et le groupe de l'Héroïne vont devoir unir leurs forces pour être capables de rivaliser... |                                             |                                                          | |                       |

### DVDetBlu-ray
| Volume | Date de sortie    | Contenu         | Référence BR | Référence DVD |
| ------ | ----------------- | --------------- | ------------ | ------------- |
| 1      | 28 septembre 2022 | Épisodes 1 à 4  | ZMXZ-15841   | ZMBZ-15851    |
| 2      | 25 janvier 2023   | Épisodes 5 à 8  | ZMXZ-15842   | ZMBZ-15852    |
| 3      | 24 mars 2023,     | Épisodes 9 à 13 | ZMXZ-15843   | ZMBZ-15853    |

### Fan book
À la suite de la série télévisée est publié un « anime fan book » regroupant illustrations des personnages et interviews du personnel, ainsi que du matériel original inédit.
| no | Japonais        | Japonais          |
| no | Date de sortie  | ISBN              |
| -- | --------------- | ----------------- |
| -  | 23 octobre 2023 | 978-4-04-682883-5 |

## Collaboration avec Sega
Dans les premières publications, les titres de jeux ou noms de sociétés sont cités de façon détournée, mais aisément reconnaissable. Ainsi, la marque Sega, chère au personnage principal, est désignée par « SE○A ». Un arrangement est ensuite trouvé pour que la marque puisse être utilisée. Cette collaboration avec Sega commence à l'occasion de la sortie de la Mega Drive Mini au Japon, le 19 septembre 2019. Le même jour est publié un chapitre spécial du manga : l'Oncle vient d'y acheter une Mega Drive Mini, et déclare sans censure son amour pour Sega en testant les différents jeux de la console,. Une édition limitée de la Mega Drive Mini « W Asia Edition » est commercialisée accompagnée d'une carte illustrée par Hotondoshindeiru. Pour la sortie de la Game Gear micro en 2020, puis de la Mega Drive Mini 2 en 2022, des illustrations de l'auteur sont également publiées.
Le 22 octobre 2020, quatre personnages du manga font leur apparition dans le jeu pour smartphone Chain Chronicle 3 (en) de Sega. Encore une fois, Hotondoshindeiru publie pour l'occasion un chapitre spécial du manga : Sumika y raconte qu'elle a rêvé que l'Oncle était transformé en personnage d'un jeu vidéo Sega interprété par Akira Ishida. L'Oncle s'imagine alors en Kaworu Nagisa, et finit convaincu que le jeu décrit par Sumika est Gain Ground.
À l'annonce de la sortie de la série d'animation, Sega, partenaire à part entière, confirme que sa marque et les titres de ses jeux emblématiques pourront y être librement cités. Cet arrangement est illustré par la publication, le 24 décembre 2021, d'une vidéo mettant en scène le personnage de l'Oncle se rendant au siège de Sega Sammy pour accueillir la bonne nouvelle et recevoir au passage le titre d'« Oncle officiel Sega ».
Un nouvel évènement, mêlant l'anime, Chain Chronicle Part 4 et Sonic a lieu le 4 août 2022. Les personnages de l'Oncle, l'Elfe, Mabel et Alicia intègrent alors l'univers du jeu, reprenant les visuels et les voix de la série animée, en même temps que Sonic, Tails et Knuckles de la licence Sonic the Hedgehog.
En novembre 2022 est publiée une vidéo de gameplay du jeu Sonic Frontiers, sorti quelques jours plus tôt, commentée par la voix de l'oncle youtubeur, Takehito Koyasu.
Dans la mise à jour d'août 2023 de Phantasy Star Online 2 New Genesis, un autre jeu Sega, l'Oncle, l'Elfe et Mabel font leur apparition sous forme de bonus de connexion et d'avatars, pour une durée limitée,.

## Accueil
La série termine 8e des Next Manga Awards 2019, catégorie manga web, recevant le prix spécial U-NEXT. Elle se classe 11e du Top 20 des mangas pour lecteurs masculins du Kono Manga ga sugoi! 2020. Elle figure parmi les finalistes du Grand Prix BookWalker 2020.
L'adaptation télévisée se hisse au 2e rang du classement d'Animate Times des animés les plus populaires de l'été 2022. Elle est sélectionnée dans la catégorie « Meilleure comédie » des Crunchyroll Anime Awards 2023, et s'incline finalement devant Spy × Family. Elle remporte le prix du jury de la « Meilleure comédie » des Reddit Anime Awards 2023.

### Réception commerciale
Fin 2021, les ventes cumulées des six premiers volumes du manga dépassent les 1 500 000 exemplaires au Japon. Elles dépassent les 2 000 000 d'exemplaires lors du lancement de la série animée et atteignent les 3 300 000 d'exemplaires au moment de la sortie du volume 9 en mars 2023, 3 600 000 d'exemplaires lors de la sortie du volume 10.